# أسعد عبد الرزاق (لاعب كرة قدم عراقي)
أسعد عبد الرزاق مواليد 4 مايو 1967 في البصرة، هو مدرب ولاعب كرة قدم عراقي سابق كان يلعب في مركز الدفاع. عمل كمدرب لنادي مصافي الجنوب.

## المسيرة الاحترافية

### أندية لعب لها
- نادي الميناء
- نادي الزوراء